# Vito Mannone
Vito Mannone, född 2 mars 1988, är en italiensk fotbollsmålvakt som spelar för Lille. 
År 2006 kom han till Arsenal, men blev aldrig ordinarie och blev utlånad till flera olika klubbar. Mannone spelade i Italiens U21-landslag mellan 2009 och 2010.

## Klubbkarriär

### Lån till Barnsley
Mellan den 18 augusti 2006 och den 23 oktober samma år var Mannone utlånad till Championship-klubben Barnsley FC. I sin debut borta mot Preston North End blev han inbytt efter att Barnsley-målvakten Nick Colgan blivit utvisad. Preston vann matchen efter att Mannone slängt bollen på Patrick Agyemangs huvud, vilket gav Preston vinnarmålet. I hans nästa match, mot Luton Town FC, där han startade istället för avstängde Colgan, tappade han ett inlägg och Ahmet Brković gjorde vinnarmålet. Han återvände sedan till Arsenal efter att ha ådragit sig en knäskada innan låneperioden egentligen var över.

### Lån till Hull City
Mellan den 18 oktober 2010 och den 3 januari 2011 var Mannone utlånad till Championship-klubben Hull City AFC. I sin debut för Hull den 13 november höll han nollan efter en 2-0-vinst över Preston North End. Han gjorde totalt sju matcher för klubben, varav han höll nollan i 4 matcher. Han räddade även en straff mot Reading. Redan den 7 januari återvände Mannone till Hull City på lån resten av säsongen. då han hann spela 21 matcher för klubben.
Den 4 januari 2012 meddelade Hull på sin hemsida att man lånar Mannone till slutet av säsongen.

### Sunderland
Den 3 juli 2013 värvades Mannone av Sunderland, där han skrev på ett tvåårskontrakt. Mannone var under säsongen 2013/2014 förstemålvakt i Sunderland.

### Reading
Den 19 juli 2017 värvades Mannone av Reading, där han skrev på ett treårskontrakt.

#### Esbjerg fB (lån)
Den 31 januari 2020 lånades Mannone ut till danska Esbjerg fB på ett låneavtal över resten av säsongen 2019/2020.

### AS Monaco
Den 11 september 2020 värvades Mannone av Ligue 1-klubben AS Monaco, där han skrev på ett tvåårskontrakt.

### Lorient
Den 2 september 2022 värvades Mannone av Ligue 1-klubben Lorient, där han skrev på ett ettårskontrakt.

### Lille
Den 29 augusti 2023 värvades Mannone av Ligue 1-klubben Lille, där han skrev på ett tvåårskontrakt.